# Ramón Feced Gresa
Ramón Feced Gresa   (Aliaga, 4 de desembre de 1894 - Madrid, 10 d'abril de 1959) fou un advocat i polític aragonès. Notari i registrador de la propietat a Terol, com a membre del Partit Republicà Radical Socialista va ser triat diputat a Corts a les eleccions de 1931 per la circumscripció de Terol. En la crisi del radicalsocialisme es va alinear amb el sector més conservador, liderat per Félix Gordón Ordás. Va ser ministre d'Agricultura al Primer Govern Radical de la Segona República Espanyola que, entre el 12 de setembre i el 8 d'octubre de 1933 va presidir Alejandro Lerroux i que va caure al no superar el president del Consell la qüestió de confiança que havia presentat a les Corts.
Es va presentar a les eleccions de 1933 de nou per Terol, en coalició amb el Partit Republicà Radical, sense aconseguir ser escollit. Després del fracàs electoral, no va seguir Gordón Ordás en la creació d'Unió Republicana, vinculant-se en el seu lloc amb el Partit Nacional Republicà de Felipe Sánchez Román. Feced va ser un dels tres representants del PNR, designat per a la mateixa cartera que havia ocupat en 1933, al govern “nonat” del 19 de juliol de 1936 presidit per Diego Martínez Barrio.
Amb l'inici de la Guerra Civil es va exiliar a França, retornant en finalitzar la contesa per continuar amb la seva activitat professional de registrador de la propietat gràcies al fet que va ajudar a escapar Ramón Serrano Suñer de les milícies antifeixistes.